# Mesa Top Loop Road
 (septembre 2024).
Si vous disposez d'ouvrages ou d'articles de référence ou si vous connaissez des sites web de qualité traitant du thème abordé ici, merci de compléter l'article en donnant les références utiles à sa vérifiabilité et en les liant à la section « Notes et références ».
La Mesa Top Loop Road est une route du comté de Montezuma, au Colorado, dans le centre des États-Unis. Protégée au sein du parc national de Mesa Verde, cette boucle longue d'environ 9,7 kilomètres dessert de nombreux sites archéologiques anasazis, parmi lesquels la Pithouse, les Mesa Top Sites et le Sun Temple.